# 21254 Джонан
21254 Джонан (21254 Jonan) — астероїд головного поясу, відкритий 24 січня 1996 року.
Тіссеранів параметр щодо Юпітера — 3,279.